# Araneus biprominens
Araneus biprominens är en spindelart som beskrevs av Yin, Wang och Xie 1989. Araneus biprominens ingår i släktet Araneus och familjen hjulspindlar. Inga underarter finns listade i Catalogue of Life.